# Margrete af Anjou
Margrete af Anjou (fransk: Marguerite; 23. marts 1430 - 25. august 1482) var dronning af England og nominelt dronning af Frankrig ved sit ægteskab med kong Henrik 6. fra 1445 til 1461 og igen fra 1470 til 1471. Margrete blev født i hertugdømmet Lorraine i Huset Valois-Anjou og var næstældste datter af René, konge af Napoli, og Isabella, hertuginde af Lorraine.
Hun var en af hovedpersonerne i de dynastiske borgerkrige kendt som Rosekrigene og anførte til tider personligt Lancaster-fraktionen. På grund af sin mands hyppige anfald af sindssyge styrede Margrete kongeriget i hans sted. Det var hende, der indkaldte til rigsrådsmødet i maj 1455, der udelukkede York-fraktionen, ledet af Richard af York, 3. hertug af York, og det blev gnisten, der tændte den borgerkonflikt, der varede i mere end 30 år, decimerede Englands gamle adel og resulterede i tusinders død herunder hendes eneste søn Edvard af Westminster i Slaget ved Tewkesbury i 1471.
Margrete blev taget til fange af de sejrrige yorkister efter Lancaster-fraktionens nederlag ved Tewkesbury. I 1475 blev hun løskøbt af sin fætter kong Ludvig 11. af Frankrig. Hun kom til at leve i Frankrig som en fattig slægtning til den franske konge, og hun døde der i en alder af 52.

## Tidlige liv og ægteskab
Margrete blev født den 23. marts 1430 i Pont-à-Mousson i Lorraine, et len i Det Tysk-Romerske Rige øst for Frankrig styret af en sidelinje af de franske konger, Huset Valois-Anjou. Margrete var 2. datter af René, konge af Napoli og Isabella, hertuginde af Lorraine. Hun havde fem brødre og fire søstre samt tre halvsøskende, født af sin fars elskerinder. Hendes far, folkeligt kendt som "Den gode konge René", var hertug af Anjou og titulær konge af Napoli, Sicilien og Jerusalem. Han er beskrevet som "en mand med mange kroner, men ingen kongeriger". Margrete blev døbt i Toul i Lorraine, og kom i pleje hos sin fars gamle amme Theophanie la Magine, hvor hun tilbragte sine tidlige år på slottet ved Tarascon ved Rhône-floden i Provence og i det gamle kongelige palads i Capua ved Napoli. Hendes mor tog sig af hendes uddannelse og har muligvis sørget for, at hun fik lektioner af den lærde Antoine de la Sale, der underviste hendes brødre. I barndommen var Margrete kendt som la petite créature.
Den 23. april 1445 blev Margrete gift med kong Henrik 6. af England, som var otte år ældre end hende, i Titchfield Abbey i Hampshire. Kongen af Frankrig var onkel til brudgommen og dronningen tante til bruden. Henriks afdøde mor, Katerina, var søster til kong Karl 7., hvis hustru Marie af Anjou var Renés søster. Endvidere gjorde Henrik selv krav på Kongeriget Frankrig og kontrollerede forskellige dele af det nordlige Frankrig. På grund af det indvilligede den franske konge i sin rivals ægteskab med Margrete på betingelse af, at han afstod den sædvanlige medgift, men modtog landområderne Maine og Anjou fra englænderne. Den engelske regering frygtede for en meget negativ reaktion og holdt denne bestemmelse hemmelig for det engelske folk.
Margrete blev 15 år gammel kronet til dronning af England den 30. maj 1445 i Westminster Abbey af John Stafford, ærkebiskop af Canterbury. Hun blev beskrevet som smuk og "allerede en kvinde: lidenskabelig og stolt og med viljestyrke". De, der forventede at der i fremtiden atter blev gjort engelske krav på fransk territorium, troede, at hun allerede forstod sin pligt til inderligt at beskytte Kronens interesser. Det ser ud til, at hun har arvet denne ukuelighed fra sin mor, der kæmpede for at sikre sin mands krav på Kongeriget Napoli, og fra sin bedstemor Yolande af Aragon, der faktisk regerede Anjou "med en mands hånd" ved at sikre og ro og fred i provinsen og holde englænderne ude. Således havde hun fra sin familie arvet en kraftfuld personlighed, der gjorde hende fuldt ud i stand til at blive ”Kronens forkæmper”.

### Fødslen af en søn
Henrik, der var mere interesseret i religion og læring end i militæret, var ikke en dygtig konge. Han havde regeret, siden han var et par måneder gammel, og hans handlinger var kontrolleret af protektorer og magnater, der i realiteten var regenter. Da han giftede sig med Margrete, var hans mentale tilstand allerede ustabil, og da deres eneste søn, Edvard af Westminster, fyrste af Wales blev den født 13. oktober 1453, fik han nervesammenbrud. Rygter spredtes om, at han ikke var i stand til at få børn, og at den nye fyrste af Wales var resultatet af uægteskabelig handling. Mange har spekuleret i, at enten Edmund Beaufort, 2. Hertug af Somerset eller James Butler, 5. jarl af Ormond, begge Margretes faste støtter, var den unge prins' biologiske far.
Selv om Margrete var aggressivt partisk og havde et flygtigt temperament, delte hun sin mands kærlighed til læring takket være sin opdragelse og protekterede grundlæggelsen af Queens College, University of Cambridge.
Elizabeth Woodville (født ca. 1437) dronning af England senere hustru til kong Edvard 4., tjente angiveligt Margrete af Anjou som hoffrøken. Beviserne er imidlertid for sparsomme til at give historikere mulighed for at fastslå det med absolut sikkerhed: Flere kvinder ved Margretes hof hed Elizabeth eller Isabella Gray. 

## Begyndelsen på de dynastiske borgerkrige

### Rivaliseringen mellem Margrete og hertugen af York
Efter at have trukket sig tilbage fra London for at bo i overdådig stil i Greenwich var Margrete optaget af tage sig af sin unge søn og udviste ingen tegn på politisk vilje, før hun troede, at hendes mands trone var truet af den ambitiøse Richard af York, 3. hertug af York, der til hendes bestyrtelse var blevet udnævnt til rigsforstander, mens Henrik var ude i stand til at regere fra 1453 til 1454. Hertugen havde et stærkt krav på den engelske trone, og ved slutningen af hans tid som rigsforstander var mange magtfulde adelige og slægtninge parate til at støtte hans krav. Hertugen af York var magtfuld; Henriks rådgivere var korrupte; Henrik selv naiv, let påvirkelig og mere og mere ustabil; Margrete var udfordrende,  upopulær, ubarmhjertig og fast besluttet på at sikre den engelske krone for sit afkom. Alligevel identificerer en historiker årsagen til Lancaster-fraktionens nederlag ikke så meget til Richard af Yorks ambitioner, som til Margretes ukloge fjendskab mod York og hendes svaghed for upopulære allierede. Ikke desto mindre var dronning Margrete en magtfuld spiller i politikkens verden. Kong Henrik var en brik i hendes hænderne, når hun ville have noget gjort.
Helen Maurer, der har skrevet en biografi om Margrete, er imidlertid uenig med tidligere historikere, der har fastsat tidspunktet for begyndelsen af det meget omtalte fjendskab mellem dronningen og York, til han blev rigsforstander. Hun mener, at det gensidige fjendskab opstod omkring to år senere i 1455 i kølvandet på det Første slag ved St. Albans, hvor Margrete nu opfattede ham som udfordrer af kongens autoritet. Maurer baserer sin konklusion på Margretes mønster for at give gaver. Det afslørede, at Margrete var meget opmærksom på at vise, at hun favoriserede York og Edmund Beaufort (Somerset) ligeligt i første del af 1450'ere. Maurer hævder også, at Margrete så ud til at acceptere York som rigsforstander og hævder, at der ikke er nogen væsentlig dokumentation for at bakke antagelsen op om, at hun var ansvarlig for York-fraktionens udelukkelse fra Rigsrådet efter Henriks var kommet til bevidsthed igen (se senere).
Historikeren Paul Murray Kendall hævdede modsat, at Margretes allierede, Edmund Beaufort (Somerset) og William de la Pole, jarl af Suffolk, ikke havde svært ved at overbevise hende, om at York, til da en af Henry 6.'s mest betroede rådgivere, var ansvarlig for hendes upopularitet og for stærk til at stole på. Margrete overbeviste ikke kun Henrik om at kalde York tilbage fra stillingen som guvernør i Frankrig og forvise ham til Irland, hun forsøgte også gentagne gange at få ham myrdet under hans rejser til og fra Irland i 1449 og i 1450. Edmund Beaufort (Somerset) og Suffolks fælles ansvar for den hemmelige overgivelse af Maine i 1448 og det katastrofale tab af resten af Normandiet i 1449, skabte uro ved Margretes og Henrys hof. Stormænd gjorde oprør, og der var opfordringer til at fængsle og henrette Margretes to stærkeste allierede. Det kunne også være endt i en kamp til døden mellem Margrete og Huset York ved at tydeliggøre Richards farlige popularitet i Underhuset. Richard af York vendte sikkert tilbage fra Irland i 1450, konfronterede Henrik og blev genindsat som betroet rådgiver. Snart efter accepterede Henrik at indkalde parlamentet for at tage hånd om ønskerne til reformer. Da parlamentet trådte sammen, kunne kravene ikke have været mindre acceptable for Margrete. Ikke blot blev både Edmund Beaufort (Somerset) og Suffolk anklaget for kriminel forvaltning af franske anliggender og undergravning af retsvæsenet, men Suffolk (nu hertug) blev også anklaget for at have gjort kongen fjendtligt indstillet mod hertugen af York. Endvidere omfattede de fremsatte reformkrav, at hertugen af York blev anerkendt som kongens vigtigste rådgiver, og formanden for Underhuset, måske med mere af oprigtighed end visdom, foreslog endda at Richard, hertugen af York, skulle anerkendes som arving til tronen. Inden et par måneder havde Margrete imidlertid genvundet kontrollen over Henry, parlamentet blev opløst, den uforsigtige formand smidt i fængsel og Richard af York trak sig  tilbage til Wales.
I 1457 blev kongeriget igen groft fornærmet, da det blev opdaget, at Pierre de Brézé, en magtfuld fransk general og tilhænger af Margrete, var landet på den engelske kyst og havde afbrændt byen Sandwich. Som leder af en fransk styrke på 4.000 mænd fra Honfleur var hans mål at udnytte kaosset i England. Borgmester John Drury, blev dræbt under dette angreb. Nu blev der etableret den tradition, at borgmesteren i Sandwich bærer en sort kappe i sorg over denne onde gerning. Margrete blev i forbindelse med de Brézé genstand for grove rygter og vulgære ballader. Den offentlige harme var så stor, at Margrete meget mod sin vilje blev tvunget til at give hertugen af Yorks allierede Richard Neville, 16. jarl af Warwick, hvervet at bevogte havet i tre år. Han havde allerede stillingen som Calais' kaptajn.

### Lederen af Lancaster-fraktionen
Fjendtlighederne mellem de rivaliserende fraktioner York og Lancaster brød snart ud i væbnet konflikt. I maj 1455, lidt over fem måneder efter at Henry 6. var kommet sig over sit anfald af psykisk sygdom og Richard af Yorks tid som rigsforstander var slut, indkaldte Margrete til rigsrådsmøde, som York-fraktionen blev udelukket fra. Rådet indkaldte medlemmer af højadelen i Leicester til at beskytte kongen "mod hans fjender". York var tilsyneladende forberedt på en konflikt og marcherede snart sydpå for at møde den Lancaster-hær, der marcherede mod nord. Lancaster-hæren led et knusende nederlag i det Første slag ved St. Albans den 22. maj 1455. Edmund Beaufort (Somerset), jarl af Northumberland, og lord Clifford blev dræbt, kong Henrik blev taget til fange af hertugen af York. I marts 1458 deltog hun med sin mand og førende adelsmænd fra de stridende fraktioner i "Kærlighedsdagsprocessionen" (The Love Day procession) i London, hvor en York-støtte gik i hånd med en Lancaster-støtte. Margrete gik med Richard af York.
I 1459 genopstod fjendtlighederne med Slaget ved Blore Heath, hvor James Tuchet, 5. Baron Audley, blev besejret af en York-hær under Richard Neville, 5. jarl af Salisbury.

## Rosekrigene

### Tidlige felttog
Mens Margrete søgte at skaffe yderligere støtte til Lancasters sag i Skotland, vandt hendes vigtigste feltherre, Henry Beaufort, 3. hertug af Somerset, en stor sejr for hende i Slaget ved Wakefield den 30. december 1460 ved at besejre hertugen af York og jarlen af Salisburys fælles hær. Begge mænd blev halshugget, og deres hoveder blev sat over portene i York. Da Margrete var i Skotland, da slaget stod, var det umuligt for hende at have udstedt ordren om deres henrettelse, hvad folk troede. Hun fulgte op med endnu en sejr i det Andet slag ved St. Albans (hvor hun var med) den 17. februar 1461. I det besejrede hun  York-styrkerne under Richard Neville og befriede atter sin mand. Efter dette slag beordrede hun som hævn henrettelsen af to York-krigsfanger, William Bonville, 1. Baron Bonville, og sir Thomas Kyriell, der havde bevogtet kong Henrik under slaget. Kongen havde lovet de to riddere immunitet, men Margrete modsagde ham og beordrede dem henrettet ved halshugning. Det påstås, at hun ved deres retssag, hvor hendes søn præsiderede angiveligt spurgt: "Smukke søn, hvilken død skal disse riddere lide?" Prins Edvard svarede, at deres hoveder skulle hugges af trods kongens anmodning om barmhjertighed.

### Ophold i Frankrig
Lancaster-hæren blev besejret i Slaget ved Towton den 29. marts 1461 af den døde hertug af Yorks ældste søn, den senere Edvard 4. af England, som afsatte kong Henrik og udråbte sig selv til konge. Margrete var fast besluttet på at genvinde sin søns arv og flygtede med ham ind i Wales og senere til Skotland. Da hun endte i Frankrig, fik hun en allieret i sin fætter, kong Ludvig 11. af Frankrig, og tilskyndet af ham accepterede hun en tilnærmelse fra Edvards tidligere vigtigste støtte, Richard Neville, der var blevet uvenner med sin tidligere ven på grund af Edvards ægteskab med Elizabeth Woodville og nu søgte hævn for tabet af sin politiske indflydelse. Warwicks datter, Anne Neville, blev for at cementere alliancen gift med Margretes søn Edvard, fyrsten af Wales, og Margrete insisterede på, at Warwick skulle vende tilbage til England for at vise sit værd, før hun fulgte efter. Han viste sit værd og genindsatte kort efter Henrik 6. på tronen den 3. oktober 1470.

### Endelige nederlag ved Tewkesbury
Da Margrete, hendes søn og svigerdatter Anne var klar til at slutte sig til Warwick i England, var situationen igen vendt til fordel for York-fraktionen, og jarlen blev besejret og dræbt af den tilbagevendende kong Edvard IV i Slaget ved Barnet den 14. april 1471. Margrete blev tvunget til at lede sin egen hær i Slaget ved Tewkesbury den 4. maj 1471, hvor Lancaster-styrkerne blev besejret og hendes 17 år gamle søn Edvard af Westminster blev dræbt. Omstændighederne ved Edvards død er aldrig opklaret. Det vides ikke, om han blev dræbt i kamp eller henrettet efter slaget af hertugen af Clarence. Hvis han døde i kamp, var han den eneste fyrste af Wales, der gjorde det. I de foregående ti år havde Margrete fået ry for aggression og hensynsløshed, men efter sit nederlag ved Tewkesbury og sin eneste søns død, tabte hun fuldstændig ånden. Efter at hun blev taget til fange af William Stanley i slutningen af slaget, blev hun holdt fængslet på kong Edvards ordre. Hun blev først sendt til Wallingford Castle og derefter overført til det sikrere Tower of London. Henrik 6. sad også fængslet i Tower efter Tewkesbury, og han døde der natten den 21. maj. Årsagen til hans død er ukendt. I 1472 kom hun i sin tidligere hofdame Alice Chaucer, hertuginde af Suffolks, varetægt, hvor hun blev, til hun blev købt fri af Ludvig 11. i 1475.

## Død
Margrete levede i Frankrig i syv år som kongens fattige slægtning. Hun boede hos Francois de Vignolles og døde på hans slot i Dampierre-sur-Loire ved Anjou den 25. august 1482 i en alder af 52 år. Hun blev begravet ved siden af sine forældre i katedralen i Angers, men hendes jordiske rester blev spredt af revolutionære, som plyndrede katedralen under den Franske revolution.

## Margretes breve
Der findes stadig mange breve, skrevet af Margrete i hendes tid som dronning. Et af dem skrev hun til City of London Corporation om de skader, der blev påført hendes lejere på herregården i Enfield, som omfattede en del af de landområder, der hørte til hendes enkesæde. Et andet brev skrev hun til Ærkebiskoppen af Canterbury.  Margretes breve, der typisk havde overskriften "af dronningen" (By the Quene), er samlet i en bog redigeret af Cecil Monro udgivet for Camden Society i 1863.

## Skildringer i fiktion
Margrete er hovedperson i William Shakespeares første række af forbundne historiske skuespil. Henrik VI, del 1, del 2, del 3 og Richard III. Hun er den eneste, der optræder i alle fire skuespil, men på grund af stykkernes længde er mange af hendes replikker normalt skåret væk i moderne opsætninger. Shakespeare portrætterer Margrete som en intelligent, hensynsløs kvinde, der let dominerer sin mand, og som kæmper hårdt om magt mod sine fjender. I Henrik VI del 2 har Margrete en affære med hertugen af Suffolk og sørger over hans død ved at bære rundt på hans afskårne hoved. I Henrik VI, del 3, stikker hun personligt hertugen af York med sit sværd på slagmarken efter at have hånet ham og bliver selvmorderisk, efter at hendes søn Edvard blev dræbt for hendes øjne. Selvom Margrete i virkeligheden tilbragte sit liv uden for England efter sin mand og søns død, har Shakespeare beholdt hende ved hoffet i Richard III. Margrete fungerer som Kassandra. I sin første optræden forbander hun dramatisk flertallet af adelige for deres rolle i Huset Lancasters undergang. Alle hendes forbandelser går i opfyldelse, da adelsmændene bliver forrådt og henrettet af Richard af Gloucester, og hver person reflekterer over hendes forbandelse før deres henrettelse. Shakespeare skriver om Margrete: "Hvor sømmer det sig ilde for dit køn at juble som en amazone-tøjte, når nogen lider nød i skæbnens fælde" (Henrik VI, del 3, 1. akt, scene 4). I Royal Shakespeare Companys produktion fra 1963 af The Wars of the Roses, der blev udsendt af BBC i 1965 og 1966, blev Margrete spillet af Peggy Ashcroft. I anden sæson af The Hollow Crown: The Wars of the Roses, en tredelt tv-produktion af Shakespeares første række af skuespil, første gang sendt i 2016, blev Margrete spillet af Sophie Okonedo.
Margretes fremtrædende rolle i Shakespeare har fået mange teaterledere til at fortolke fortællingen med hende i centrum og inspireres af de teaterstykker, hun medvirker i. I  Margaret of Anjou af Elizabeth Schafer og Philippa Kelly i 2016 i London af By Jove Theatre Company og på California Shakespeare Theatre i 2018. I 2018 havde Royal Exchange-teatret i Manchester premiere på Queen Margaret, hvor hun havde alle replikkerne Shakespeares fire skuespil samt yderligere materiale af dramatikeren Jeanie O'Hare.
Margrete er hovedperson i Giacomo Meyerbeers opera fra 1820 Margherita d'Anjou .
- Margrete af Anjou har en vigtig rolle i Bulwer-Lyttons 'The Last of the Barons' (1843)
- Margrete af Anjou er hovedpersonen i Barnaby Ross' roman fra 1966, The Passionate Queen - Barnaby Ross var et forlagspseudonym for historiske romaner skrevet af forskellige forfattere, blandt dem Don Tracy, der skrev The Passionate Queen
- Margrete af Anjou er hovedpersonen i Betty Kings 1974 biografiske roman Margaret af Anjou - en sympatisk skildring
- Margrete af Anjou er en vigtig person i  Walter Scotts roman Anne of Geierstein fra 1829, hvor hun optræder klædt som tigger efter sit eksil
- Margrete af Anjou er hovedpersonen i Jean Plaidys roman fra 1982 The Red Rose of Anjou
- Margrete af Anjou er en vigtig person i begyndelsen af Sharon Kay Penmans 1982 roman The Sunne in Splendor - til Slaget ved Tewkesbury
- Margrete af Anjou er hovedperson i Alan Savages roman Queen of Lions fra 1994. Her skildres hun som en kvinde med et usædvanligt aktivt sexliv
- Margrete af Anjou optræder i Philippa Gregorys serie Rosekrigene (The Cousins' War), især i Skæbnehjulet (The Lady of the Rivers) fra 2011, fortalt af Jacquetta fra Luxembourg, men også i Den hvide dronning (The White Queen) fra 2009 og Kongemagerens datter (The Kingmaker's Daughter) fra 2012
- Margrete of Anjou er hovedpersonen i Susan Higginbothams roman fra 2011 The Queen of Last Hopes - en sympatisk skildring
- Margrete af Anjou er en af hovedpersonerne i Conn Igguldens serie på fire bind om Rosekrigene: Stormfugl (Stormbird) fra 2013, Treenighed (Trinity) fra 2014, Blåt blod (Bloodline) fra 2015 og Flammesol (Ravenspur) fra 2016

Hun er også hovedperson i en fiktiv biografi, The Royal Tigress af en fiktiv David Powlett-Jones, der er hovedperson i To Serve Them All My Days, R.F. Delderfields roman om en walisisk lærer på en folkeskole i Devon fra Første Verdenskrig til Slaget om England i 1940'erne. Delderfield ser ud til i Powlett-Jones at have et meget godt greb om Margretes liv og Rosekrigene, og bogens indhold og udviklingen giver os et underholdende sideplot til bogens hovedfortælling.
I tv-serien Den hvide dronning fra 2013, baseret på Philippa Gregory Rosekrigs romaner, bliver Margrete af Anjou spillet af Veerle Baetens.
Hun er også skildret i den tyske historiske roman Das Spiel der Könige (spillet om kongerne; som dækker 1455–1485, fra Første Slag ved St. Albans til Slaget ved Bosworth Field) af Rebecca Gablé.

## Eksterne links
- "Margaret of Anjou, Foundress". Queens College, Cambridge. Hentet 8. maj 2016. Omfattende katalog over skildringer af Margrete fra det 15. århundrede til moderne tid.
- "Margaret of Anjou" . Encyclopædia Britannica. 17 (11. udgave). 1911. pp.   702-703.